# Satyrium bicallosum
Satyrium bicallosum är en orkidéart som beskrevs av Carl Peter Thunberg. Satyrium bicallosum ingår i släktet Satyrium och familjen orkidéer. Inga underarter finns listade i Catalogue of Life.